# Ácido 2,6-piridindicarbotioico
El ácido 2,6-piridindicarbotioico (PDTC) es un compuesto organosulfurado producido por algunas bacterias. Es un compuesto de bajo peso molecular que moviliza el hierro (sideróforo). Los sideróforos solubilizan compuestos formando complejos fuertes. El PDTC es secretado por las bacterias del suelo Pseudomonas stutzeri y Pseudomonas putida.

## Síntesis y biosíntesis
El PDTC se puede sintetizar en el laboratorio tratando el dicloruro de diácido de piridina-2,6-dicarboxílico con H2S en piridina:
NC
5H
3(COCl)
2  +  2 H
2S  +  2 C
5H
5N  → [C
5H
5NH+
][HNC
5H
3(COS)−
2] + [C
5H
5NH]Cl
Esta ruta produce la sal de piridinio de 2,6-piridiniodicarbotioato. El tratamiento de esta sal de color naranja con ácido sulfúrico produce PDTC incoloro, que luego puede extraerse con diclorometano.
La biosíntesis de PDTC aún no está clara, aunque se pueden deducir algunos conocimientos a partir de la genética. Se sugiere que Pseudomonas stutzeri puede haber adquirido al menos uno de los genes mediante transferencia lateral desde micobacterias. En una secuencia biosintética propuesta, el ácido piridina-2,6-dicarboxílico, un metabolito bacteriano conocido, se activa como su derivado monofosfato de bis-adenosina (AMP). El donante de azufre y su activación siguen siendo inciertos.

## Química de coordinación

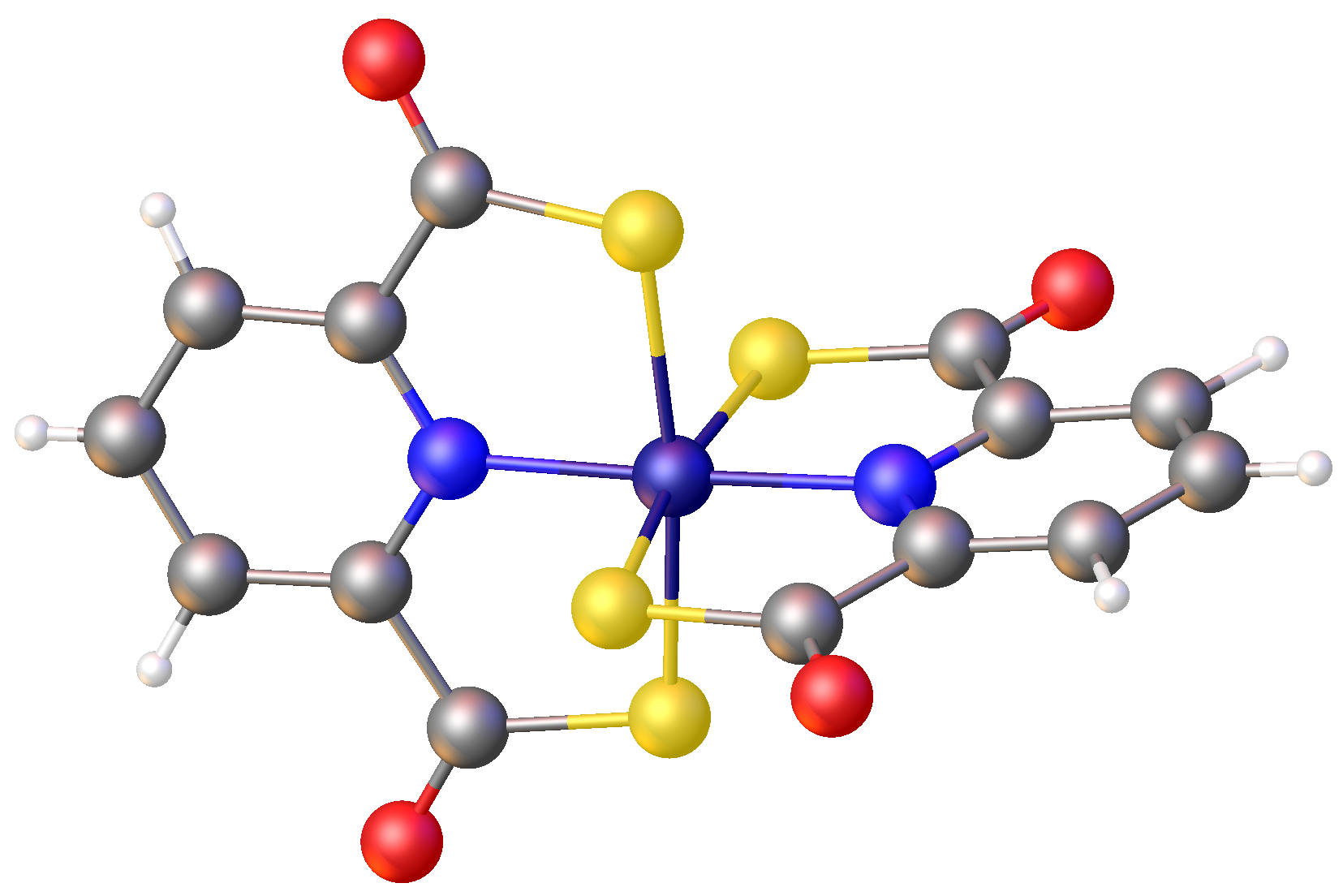
Estructura del complejo de Fe(III) con dos ligandos 2,6-piridindicarbotioato. Código de color: amarillo = S, azul = N y Fe, gris = C, rojo = O.

El PDTC se une tanto a Fe2+ como a Fe3+. El complejo férrico es marrón, mientras que el complejo ferroso es azul. En presencia de aire, el complejo ferroso se oxida al compuesto férrico. Es selectivo al hierro ya que sólo el complejo Fe es soluble en agua. El PDTC se produce principalmente durante la fase exponencial del crecimiento bacteriano. Las condiciones en las que Pseudomonas produce PDTC son 25 °C, pH=8 y aireación suficiente.